# Jelena Isinbajeva
Jelena Isinbajeva (russisk: Елена Гаджиевна Исинбаева tr. Jelena Gadsjijevna Isinbajeva ; født 3. juni 1982 i Volgograd) er en russisk stangspringer.
Jelena Isinbajeva var den første kvinde der kom over 5 meter i stangspring. Hun har sat 28 verdensrekorder i stangspring, udendørs senest ved Weltklasse i Zürich, 28. august 2009 med højden 5,06 meter. Hun besad også tidligere verdensrekorden i indendørs stangspring, 5,01 meter, sat i februar 2012.